# Юрех, Штефан
Штефан Юрех (9 июня 1898 — 4 февраля 1945) — словацкий генерал периода Первой Словацкой республики.

## Биография
Начал военную службу солдатом в рядах Австро-Венгрии армии, во время Первой мировой войны воевал на фронтах Румынии, Италии и Франции. По завершении войны начал военную карьеру в новообразованной чехословацкой армии.
После провозглашения Словацкой республики майор Юрех назначается командующим V корпуса, расположенного в Тренчине и получает приказ охранять словацко-польскую границу на случай, если правительство Польши решит воспользоваться распадом Чехословакии для силового захвата северных территорий Словакии.
С начала Второй мировой войны служил военным атташе в Будапеште. Впоследствии — командующий войсками Воздушной обороны, размещенных в Тренчине. С сентября 1942 года назначен командующим Скорой дивизии, которая в рядах вермахта принимала участие в боях с Красной армией на территории СССР. По некоторым данным вскоре после прибытия на Восточный фронт Юрех связался с представителям советского командования и проводил переговоры о возможности перехода Скорой дивизии на сторону Красной армии, которые, впрочем, успехом не увенчались. При этом переходы отдельных военнослужащих дивизии на советскую сторону с вооружением и техникой, в частности к партизанам Крыма, становились массовыми. Осенью 1943 года Юреха отзывают с фронта в Словакию, что связывается с подозрениями Абвера в относительно благонадежности командующего словацкой дивизии. На родине Юрех возглавляет Словацкий армейский институт и занимается подготовкой кадров для словацкой армии.
В первые дни Словацкого национального восстания 1944 года генерала Юреха арестовывают представители немецкой контрразведки и вывозят сначала в Вену, а потом в Брно. В конце концов Юрех оказывается в концентрационном лагере Флоссенбург в Германии, в котором 4 февраля 1945 года его казнят.